# Кендуа
Кендуа (бенг. কেন্দুয়া, англ. Kendua) — город на северо-востоке Бангладеш, административный центр одноимённого подокруга. Площадь города равна 3,49 км². По данным переписи 2001 года, в городе проживало 18 584 человека, из которых мужчины составляли 51,50 %, женщины — соответственно 48,50 %. Плотность населения равнялась 5325 чел. на 1 км². Уровень грамотности населения составлял 44,4 % (при среднем по Бангладеш показателе 43,1 %). 